# Rudolf Varberg
Rudolf Varberg, född 28 februari 1828 i Århus, död 8 maj 1869, var en dansk författare och politiker.
Varberg blev student 1845. Han skrev tidigt till Corsaren och gick frivilligt med i kriget 1848. Åren 1848—1851 var han medarbetare på Kjøbenhavnsposten. Han slöt sig 1852 till Dagbladet och tog från 1860 del i redaktionen på den nya Folkets Avis. Varberg avlade juridisk examen 1854, blev landstingssekreterare 1859 och justitiesekreterare i sjö- och handelsrätten 1862. Slutligen var han 1864—1866 ledamot av Folketinget och visade där särskilt intresse för strafflagens behandling. Som politiker hörde han till det nationalliberala partiets vänstra falang. Utöver ett par politiska flygblad (Hvad har Rigsdagen udrettet?, 1855) och talrika litterera recensioner skrev han flera utpräglat frisinnade avhandlingar.